# 马克西姆·格鲁塞
马克西姆·格鲁塞（法語：Maxime Grousset，1999年4月24日—），法国男子游泳运动员，主攻蝶泳、自由泳。他生於法國海外集体新喀里多尼亞努美阿，曾贏得2023年游泳世錦賽100米蝶泳冠軍、2025年游泳世錦賽50米蝶泳冠軍、100米蝶泳冠軍。
他在5岁时开始接触游泳，当时他的父母不希望他溺水而让他学习游泳，8岁时开始参加比赛。16岁时，他离开家乡，移居至法国本土的亞眠，之后加入当地的游泳俱乐部。